# Gnathoweisea hageni
Gnathoweisea hageni är en skalbaggsart som beskrevs av Gordon 1985. Gnathoweisea hageni ingår i släktet Gnathoweisea och familjen nyckelpigor. Inga underarter finns listade i Catalogue of Life.